# 樫野埼灯台

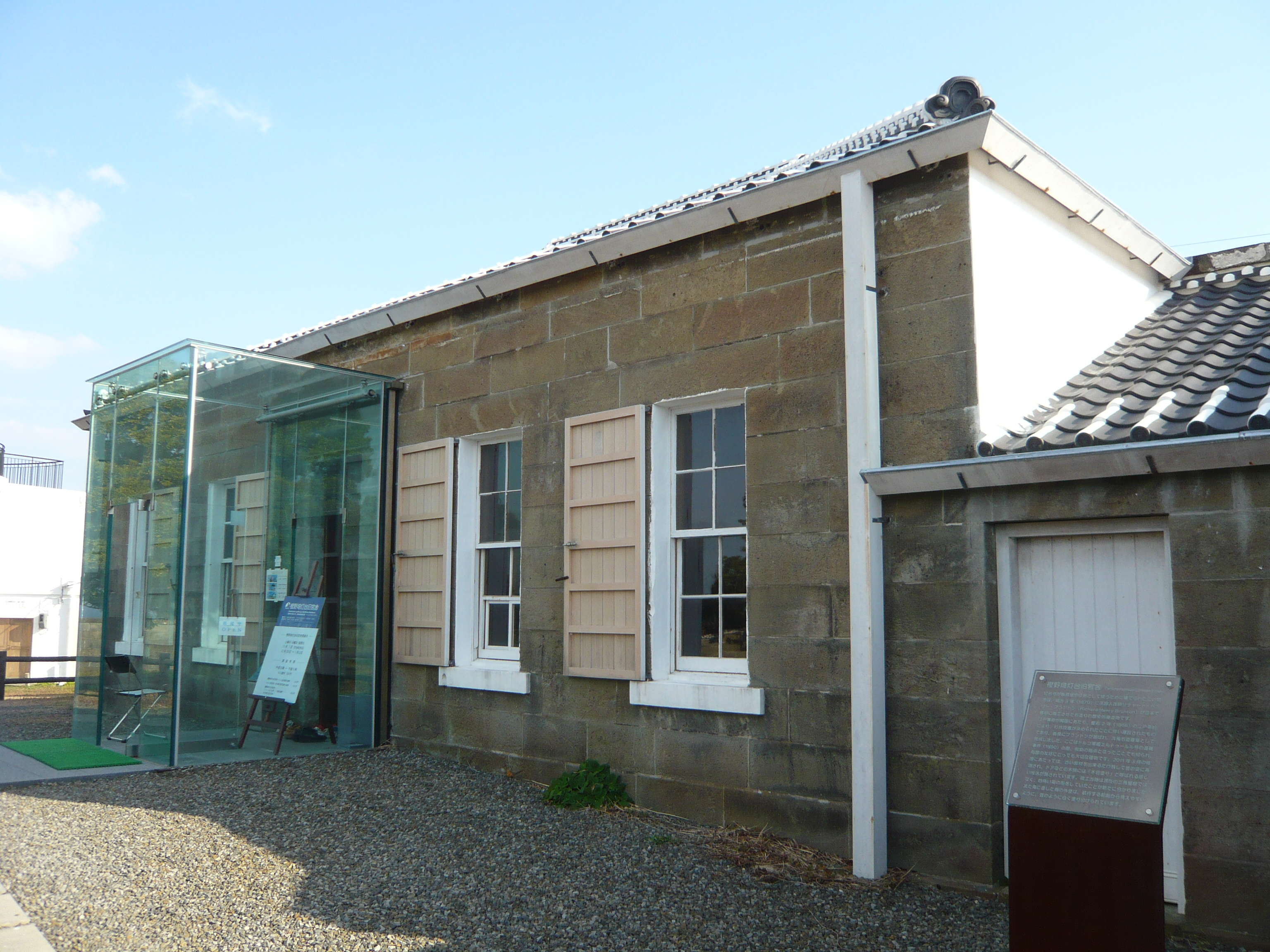
樫野埼灯台官舎

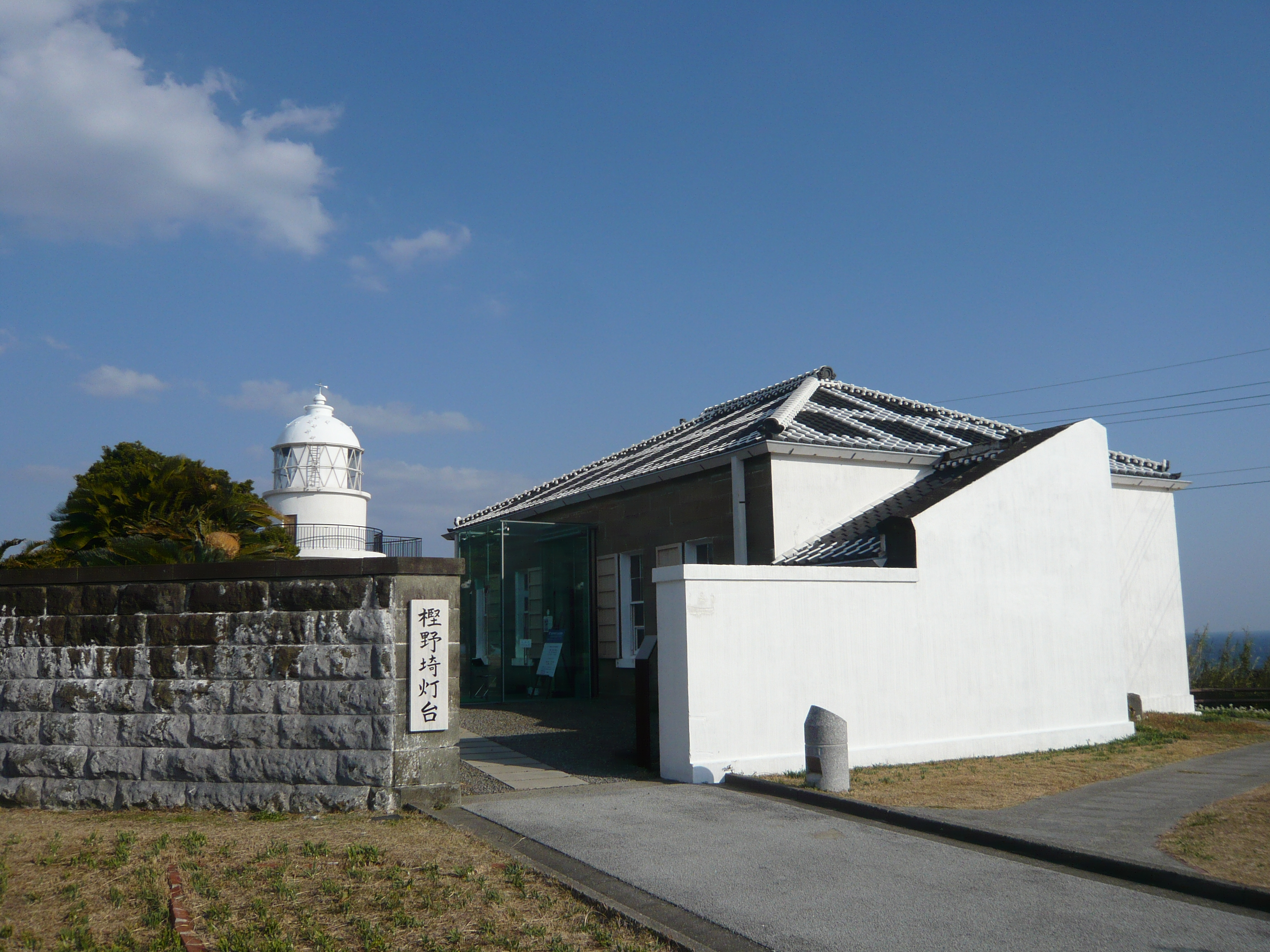
樫野埼灯台全景

樫野埼灯台（かしのさきとうだい）は、和歌山県東牟婁郡串本町沖の紀伊大島の東端断崖の樫野埼に建つ灯台である。

## 概要
樫野埼灯台は、エジンバラのスティブンソン事務所の灯台標準設計仕様に基づいて、リチャード・ヘンリー・ブラントンの実施設計、アーサー・ブランデルの工事監督で、1870年7月8日（明治3年6月10日）に初点灯した日本最初の石造灯台である。また日本最初の回転式閃光灯台でもあり、その初期の建物が現存している。
エルトゥールル号遭難（1890年9月16日）の場所としても知られる樫野埼に立地し、内部へは入れないが外部階段から灯台に登ることができる。吉野熊野国立公園エリアにあり、南紀の景観を一望できる。周囲には、明治初期に灯台技師のイギリス人が植えた水仙が群れ、また「エルトゥールル号遭難慰霊碑」が徒歩圏内にある。
聖地巡礼の地として多くの観光客が訪れている。

## 歴史
- 1866年6月25日（慶応2年5月13日） - アメリカ、イギリス、フランス、オランダの4ヶ国と「改税条約」（別名：江戸条約）を締結。この条約によって建設することを約束した8ヶ所の灯台（観音埼、野島埼、樫野埼、神子元島、剱埼、伊王島、佐多岬、潮岬）の一つ。これらを条約灯台とも呼ぶ。
- 1869年（明治2年）4月 - 着工。
- 1870年7月8日（明治3年6月10日） - 初点灯[1]。日本最初の石造灯台。
- 1890年（明治23年）9月16日夜 - オスマン帝国海軍のエルトゥールル号が台風により、樫野埼東方海上で座礁沈没、生存者のうち約10名が崖を登り灯台に避難する。
- 1933年（昭和8年）3月2日 - 2,000 Wの白熱電灯が使用される。
- 1954年（昭和29年） - 改築。灯塔が中継ぎされる。
- 2002年（平成14年）4月12日 - 展望台が完成し、灯台の下から6.5mの高さまで螺旋階段で結び、眺望を楽しむことができるようになった。
- 2016年 (平成28年)7月 - 樫野埼灯台の光学系機械装置が機械遺産No.83と認定。
- 2017年 (平成29年) - 樫野埼灯台が土木学会選奨土木遺産に認定。
- 2021年3月26日 - 「樫野埼灯台及びエルトゥールル号遭難事件遺跡」の名称で国の史跡に指定[2][3]。

## 交通
- JR紀勢本線（きのくに線） 串本駅から串本町コミュニティバス大島線で樫野灯台口バス停下車

## 周辺情報
- トルコ記念館
- 海金剛
- 串本応挙芦雪館
- 串本海中公園
- 潮岬灯台
- ケマル・アタテュルク像 - かつて新潟県柏崎市のテーマパーク柏崎トルコ文化村に設置されていたもの。開園時にトルコ本国より贈られたが、経営破綻による閉園後に銅像の行き場がなくなって問題となり、在日トルコ大使館の申し入れにより、友好関係への悪影響を懸念した日本財団の協力を得て、樫野埼灯台近くの広場へ移設された[4]。